# Akaimia
Genre
Akaimia est un genre éteint de requins de l'ordre des Orectolobiformes qui a vécu à la fin du Jurassique moyen (Callovien) et au début du Jurassique supérieur (Oxfordien). Ses restes fossiles ont été mis au jour en Europe (Pologne, Angleterre).

## Liste d'espèces
- † Akaimia altucuspis (Rees, 2010) - espèce type
- † Akaimia myriacuspis (Srdic et al., 2016)

## Étymologie
Le nom du genre Akaimia a été choisi en l’honneur du paléontologue polonais Andrzej Kaim, en reconnaissance de ses travaux sur les gastéropodes et la paléobiologie du Jurassique moyen en Pologne.

## Publication originale
- (en) JAN REES, « Neoselachian sharks from the Callovian-Oxfordian (Jurassic) of Ogrodzieniec, Zawiercie Region, southern Poland », Palaeontology, Londres, Wiley-Blackwell et Palaeontological Association, vol. 53, no 4,‎ 19 juillet 2010 et juillet 2010, p. 887-902 (ISSN 0031-0239 et 1475-4983, OCLC 44674714 et 1761779, DOI 10.1111/J.1475-4983.2010.00967.X, lire en ligne).